# Ensemble Intercontemporain
Ensemble Intercontemporain — французький камерний оркестр, що спеціалізується на виконанні музики XX й XXI століття.
Заснований в 1976 році П'єром Булезом. З 1995 розміщається в Місті музики (фр. Cité de la musique) в XIX окрузі Парижу. Фінансується Міністерством культури й комунікацій за підтримки міста Париж. Ансамбль тісно пов'язаний з IRCAMом (фр. Institut de recherche et coordination acoustique/musique), але являє собою незалежну організацію.

## Керівництво
- П'єр Булез (1976—1978)
- Мішель Табачник (1978—1979)
- Петер Етвеш (1979—1991)
- Девід Робертсон (1992—1999)
- Джонатан Нотт (2000—2005)
- Сусанна Мялккі (2006—2012)
- Маттіас Пінчер (з 2013)